# 625. pješačka brigada HV
625. pješačka brigada HV nastala je preustrojem Oružanih snaga Republike Hrvatske 2000. godine, spajanjem 114. splitske, 141. splitsko-kaštelske brigade i 6. domobranske pukovnije.